# Pit Bulls & Parolees
| Tia Maria Torres                          | Tia Maria Torres                          |
| Kattints az alábbi külső linkek egyikére! | Kattints az alábbi külső linkek egyikére! |
| ----------------------------------------- | ----------------------------------------- |
| Nem található szabad kép.(?)              |                                           |
| külső link · jogvédett                    | Maria Torres és gyermekei                 |

A Pit Bulls & Parolees az Animal Planet amerikai tévécsatorna egyik Magyarországon is sikeres sorozata, amely a pit bullok, néhanap egyéb – tévesen megbélyegzett – kutyafajták, és a velük kapcsolatos tévhitek eloszlatását tartja fő céljának.
A sorozat 2009. október 30-án indult. A Villalobos kutyamentő központot mutatja be, ami eredetileg Kalifornia államban volt, később a szervezet Louisianába (New Orleans) költözött.
A Villalobos az Egyesült Államok legnagyobb pitbull menedéke.
A Villalobost Tia Maria Torres alapította. A szervezet mintegy 300, máskor akár 400 kutyát tart, etet; ha kell, gyógyít és ápol, majd – ha adódik erre megfelelő partner – egy leendő gazdának örökbe ad.
A sorozat magyar címe: A második esély.
Tia Torrest munkájában két lánya és két adoptált fia (ikrek) és feltételesen szabadlábon lévő volt elitétek segítik, akik igyekeznek újra beilleszkedni a társadalomba.